# Стів Марле
Стів Марле (фр. Steve Marlet, нар. 10 січня 1974, Пітів'є, Франція) — французький футболіст, що грав на позиції нападника. По завершенні ігрової кар'єри — тренер. З 2012 року входить до тренерського штабу клубу «Ред Стар».
Виступав, зокрема, за клуби «Осер» та «Фулгем», а також національну збірну Франції.
Володар Кубка французької ліги. Чемпіон Франції. У складі збірної — Дворазовий володар Кубка Конфедерацій. 

## Клубна кар'єра
Народився 10 січня 1974 року в місті Пітів'є, Франція. Вихованець футбольної школи клубу «Ред Стар». Дорослу футбольну кар'єру розпочав 1991 року в основній команді того ж клубу, в якій провів п'ять сезонів, взявши участь у 137 матчах чемпіонату. Більшість часу, проведеного у складі «Ред Стар», був основним гравцем атакувальної ланки команди.
Своєю грою за цю команду привернув увагу представників тренерського штабу клубу «Осер», до складу якого приєднався 1996 року. Відіграв за команду з Осера наступні чотири сезони своєї ігрової кар'єри. Граючи у складі «Осера» також здебільшого виходив на поле в основному складі команди.
Згодом з 2000 по 2011 рік грав у складі команд клубів «Ліон», «Фулгем», «Марсель», «Вольфсбург», «Лор'ян» та «Обервільє». Протягом цих років виборов титул чемпіона Франції.
Завершив професійну ігрову кар'єру у клубі «Ред Стар», у складі якого вже виступав раніше. Прийшов до команди 2011 року, захищав її кольори до припинення виступів на професійному рівні у 2012.

## Виступи за збірну
2000 року дебютував в офіційних матчах у складі національної збірної Франції. Протягом кар'єри у національній команді провів у формі головної команди країни 23 матчі, забивши 6 голів.
У складі збірної був учасником розіграшу Кубка конфедерацій 2001 року в Японії і Південній Кореї, здобувши того року титул переможця турніру, розіграшу Кубка конфедерацій 2003 року у Франції, здобувши того року титул переможця турніру, чемпіонату Європи 2004 року у Португалії.

## Кар'єра тренера
Розпочав тренерську кар'єру відразу ж по завершенні кар'єри гравця, 2012 року, увійшовши до тренерського штабу клубу «Ред Стар». Наразі досвід тренерської роботи обмежується цим клубом, в якому Стів Марле працює і досі.
| Дата       | Місто                    | Господарі | Результат | Гості          | Турнір             | Голи | Примітки |
| ---------- | ------------------------ | --------- | --------- | -------------- | ------------------ | ---- | -------- |
| 15/11/2000 | Стамбул                  | Туреччина | 0 – 4     | Франція        | товариський матч   | -    |          |
| 30/05/2001 | Тегу                     | Франція   | 5 – 0     | Південна Корея | Кубок Конфедерацій | 1    |          |
| 03/06/2001 | Ульсан                   | Франція   | 4 – 0     | Мексика        | Кубок Конфедерацій | -    |          |
| 10/06/2001 | Йокогама                 | Франція   | 1 – 0     | Японія         | Кубок Конфедерацій | -    |          |
| 15/08/2001 | Нант                     | Франція   | 1 – 0     | Данія          | товариський матч   | -    |          |
| 01/09/2001 | Сантьяго                 | Чилі      | 2 – 1     | Франція        | товариський матч   | -    |          |
| 27/03/2002 | Сен-Дені (Сена-Сен-Дені) | Франція   | 5 – 0     | Шотландія      | товариський матч   | 1    |          |
| 17/04/2002 | Сен-Дені (Сена-Сен-Дені) | Франція   | 0 – 0     | Росія          | товариський матч   | -    |          |
| 21/08/2002 | Радес                    | Туніс     | 1 – 1     | Франція        | товариський матч   | -    |          |
| 07/09/2002 | Нікосія                  | Кіпр      | 1 – 2     | Франція        | Відбір до ЧЄ 2004  | -    |          |
| 12/10/2002 | Сен-Дені (Сена-Сен-Дені) | Франція   | 5 – 0     | Словенія       | Відбір до ЧЄ 2004  | 2    |          |
| 16/10/2002 | Аттард                   | Мальта    | 0 – 4     | Франція        | Відбір до ЧЄ 2004  | -    |          |
| 20/11/2002 | Сен-Дені (Сена-Сен-Дені) | Франція   | 3 – 0     | Югославія      | товариський матч   | -    |          |
| 12/02/2003 | Сен-Дені (Сена-Сен-Дені) | Франція   | 0 – 2     | Чехія          | товариський матч   | -    |          |
| 18/06/2003 | Ліон                     | Франція   | 1 – 0     | Колумбія       | Кубок Конфедерацій | -    |          |
| 20/06/2003 | Сент-Етьєн               | Франція   | 2 – 1     | Японія         | Кубок Конфедерацій | -    |          |
| 22/06/2003 | Сен-Дені (Сена-Сен-Дені) | Франція   | 5 – 0     | Нова Зеландія  | Кубок Конфедерацій | -    |          |
| 20/08/2003 | Лансі                    | Швейцарія | 0 – 2     | Франція        | товариський матч   | 1    |          |
| 06/09/2003 | Сен-Дені (Сена-Сен-Дені) | Франція   | 5 – 0     | Кіпр           | Відбір до ЧЄ 2004  | -    |          |
| 11/10/2003 | Сен-Дені (Сена-Сен-Дені) | Франція   | 3 – 0     | Ізраїль        | Відбір до ЧЄ 2004  | -    |          |
| 18/02/2004 | Брюссель                 | Бельгія   | 0 – 2     | Франція        | товариський матч   | -    |          |
| 28/05/2004 | Монпельє                 | Франція   | 4 – 0     | Андорра        | товариський матч   | -    |          |
| 06/06/2004 | Сен-Дені (Сена-Сен-Дені) | Франція   | 1 – 0     | Україна        | товариський матч   | 1    |          |
| Усього     |                          | Матчів    | 23        |                | Голів              | 6    |          |

## Титули і досягнення
- Володар Кубка французької ліги (1):

«Ліон»:  2000-2001
- Чемпіон Франції (1):

«Ліон»:  2001-2002
- Володар Кубка конфедерацій (2): 2001, 2003